# Championnat du Paraguay de football 1987
Navigation
Saison précédente Saison suivante
La saison 1987 du Championnat du Paraguay de football est la 77e édition de la Primera División, le championnat de première division au Paraguay. Les dix meilleurs clubs du pays disputent la compétition, qui se déroule en plusieurs phases :
- les équipes se rencontrent lors de trois tours, tous disputés au sein d’une poule unique. Les deux premiers de chaque tour se qualifient pour la phase finale. Un classement cumulé des trois tours est utilisé pour qualifier des équipes supplémentaires au besoin.
- la phase finale regroupe les six qualifiés au sein d'une poule unique. Ils s’affrontent à nouveau une fois pour désigner le champion et l'équipe qui l'accompagne en Copa Libertadores.

Afin de permettre le passage du championnat de 10 à 12 équipes, il n'y a pas de relégation et les deux meilleurs clubs de deuxième division sont promus.
C'est le club du Cerro Porteño qui est sacré champion cette saison après avoir remporté les trois phases du championnat. La phase finale se transforme donc en Liguilla pré-Libertadores. C'est le vingtième titre de champion du Paraguay de l’histoire du club.

## Les clubs participants
| - Club Guaraní - Cerro Porteño - Club Libertad - Club Atlético Colegiales - Club Olimpia | - Club Sol de América - Club Sportivo Luqueño - Club Nacional - General Caballero SC - Promu de División Intermedia - Club Sport Colombia |

## Compétition
Le barème utilisé pour établir l’ensemble des classements est le suivant :
- Victoire : 2 points
- Match nul : 1 point
- Défaite : 0 point

### Première phase

#### Classement cumulé
| Rang | Équipe                   | Pts | J  | G  | N  | P  | Bp | Bc | Diff |
| ---- | ------------------------ | --- | -- | -- | -- | -- | -- | -- | ---- |
| 1    | Cerro Porteño            | 41  | 27 | 17 | 7  | 3  | 36 | 12 | +24  |
| 2    | Club Sol de AméricaT     | 30  | 27 | 11 | 8  | 8  | 32 | 28 | +4   |
| 3    | Club Atlético Colegiales | 28  | 27 | 9  | 10 | 8  | 23 | 20 | +3   |
| 4    | General Caballero SCP    | 28  | 27 | 8  | 12 | 7  | 27 | 27 | 0    |
| 5    | Club Libertad            | 27  | 27 | 9  | 9  | 9  | 28 | 28 | 0    |
| 6    | Club Olimpia             | 27  | 27 | 8  | 11 | 8  | 23 | 24 | -1   |
| 7    | Club Sport Colombia      | 26  | 27 | 7  | 12 | 8  | 30 | 36 | -6   |
| 8    | Club Guaraní             | 23  | 27 | 8  | 7  | 12 | 29 | 31 | -2   |
| 9    | Club Nacional            | 21  | 27 | 6  | 9  | 12 | 26 | 34 | -8   |
| 10   | Club Sportivo Luqueño    | 19  | 27 | 5  | 9  | 13 | 23 | 37 | -14  |

|  | Champion du Paraguay et qualification pour la Copa Libertadores 1988          |
|  | Qualification directe pour la Liguilla pré-Libertadores (dauphin d’une phase) |
|  | Qualification pour la Liguilla pré-Libertadores grâce au classement cumulé    |
|  | T : Tenant du titre P : Promu de División Intermedia                          |

### Liguilla pré-Libertadores
| Rang | Équipe                   | Pts | J | G | N | P | Bp | Bc | Diff |  | Résultats (▼ dom., ► ext.) | Oli | Sol | Lib | Col | GCa  | Nac  |
| ---- | ------------------------ | --- | - | - | - | - | -- | -- | ---- |  | -------------------------- | --- | --- | --- | --- | ---- | ---- |
| 1    | Club Olimpia +1          | 9   | 5 | 3 | 2 | 0 | 4  | 0  | +4   |  | Club Olimpia +1            |     | nul | 2-0 | 0-0 | 1-0  | 1-0  |
| 2    | Club Sol de AméricaT     | 8   | 5 | 3 | 2 | 0 | 7  | 1  | +6   |  | Club Sol de AméricaT       |     |     | 1-0 | 2-0 | 3-0  | 1-1  |
| 3    | Club Libertad +1         | 5   | 5 | 2 | 0 | 3 | 4  | 5  | -1   |  | Club Libertad +1           |     |     |     | 3-0 | 1-2  | vict |
| 4    | Club Atlético Colegiales | 5   | 5 | 2 | 1 | 2 | 2  | 6  | -4   |  | Club Atlético Colegiales   |     |     |     |     | vict | 2-1  |
| 5    | General Caballero SCP    | 4   | 5 | 2 | 0 | 3 | 5  | 5  | 0    |  | General Caballero SCP      |     |     |     |     |      | 3-0  |
| 6    | Club Nacional +1         | 2   | 5 | 0 | 1 | 4 | 2  | 7  | -5   |  | Club Nacional +1           |     |     |     |     |      |      |

## Bilan de la saison
| Championnat du Paraguay de football 1987 |                            |
| Champion                                 | Cerro Porteño (20e titre)  |
| Qualifications continentales             |                            |
| Copa Libertadores 1988                   | Cerro Porteño              |
| Copa Libertadores 1988                   | Club Olimpia               |
| Promotions et relégations                |                            |
| Promus en Primera División               | Club River Plate           |
| Promus en Primera División               | Club Sportivo San Lorenzo  |
| Relégués en División Intermedia          | Aucun (passage à 12 clubs) |